# EreRobert
De EreRobert (Deens: Æresrobert) is een filmprijs die sinds 1986 op de Robertfest uitgereikt wordt door de Danmarks Film Akademi.  

## Winnaars
| Jaar | Personen                       |
| ---- | ------------------------------ |
| 1986 | Erik Rasmussen                 |
| 1990 | Ebbe Rode                      |
| 1991 | Jannik Hastrup                 |
| 1994 | Astrid Henning-Jensen          |
| 1995 | Per Holst                      |
| 1998 | Henning Bahs en Erik Balling   |
| 1999 | Henning Moritzen               |
| 2000 | Marguerite Viby                |
| 2001 | Rolf Konow                     |
| 2002 | Tove Jystrup                   |
| 2003 | Kenneth Madsen                 |
| 2004 | Helle Virkner                  |
| 2005 | Bent Fabricius-Bjerre          |
| 2006 | Kirsten Dalgaard               |
| 2009 | Ole Michelsen                  |
| 2010 | Jette Termann                  |
| 2011 | Jan Lehmann                    |
| 2012 | Henning Carlsen                |
| 2013 | Ghita Nørby                    |
| 2014 | William Friedkin Karen Bentzon |
| 2015 | Christel Hammer                |
| 2017 | Jimmy Leavens                  |
| 2018 | Tivi Magnusson                 |
| 2023 | Jørgen Leth                    |
| 2024 | Marianne Moritzen              |